# چارلز ویلی کایزر
چارلز ویلی کایزر (آلمانی: Charles Willy Kayser؛ ‏ ۲۸ ژانویهٔ ۱۸۸۱ – ۱ ژانویهٔ ۱۹۴۲) کارگردان فیلم و بازیگر اهل آلمان بود. 
از فیلم‌ها یا برنامه‌های تلویزیونی که وی در آن نقش داشته‌است، می‌توان به صورتک‌ها و واترلو اشاره کرد.